# Inégalité salariale au Luxembourg
 (novembre 2023).
La mise en forme du texte ne suit pas les recommandations de Wikipédia : il faut le « wikifier ».
Les points d'amélioration suivants sont les cas les plus fréquents. Le détail des points à revoir est peut-être précisé sur la page de discussion.
- Les titres sont pré-formatés par le logiciel. Ils ne sont ni en capitales, ni en gras.
- Le texte ne doit pas être écrit en capitales (les noms de famille non plus), ni en gras, ni en italique, ni en « petit »…
- Le gras n'est utilisé que pour surligner le titre de l'article dans l'introduction, une seule fois.
- L'italique est rarement utilisé : mots en langue étrangère, titres d'œuvres, noms de bateaux, etc.
- Les citations ne sont pas en italique mais en corps de texte normal. Elles sont entourées par des guillemets français : « et ».
- Les listes à puces sont à éviter, des paragraphes rédigés étant largement préférés. Les tableaux sont à réserver à la présentation de données structurées (résultats, etc.).
- Les appels de note de bas de page (petits chiffres en exposant, introduits par l'outil «  Source ») sont à placer entre la fin de phrase et le point final[comme ça].
- Les liens internes (vers d'autres articles de Wikipédia) sont à choisir avec parcimonie. Créez des liens vers des articles approfondissant le sujet. Les termes génériques sans rapport avec le sujet sont à éviter, ainsi que les répétitions de liens vers un même terme.
- Les liens externes sont à placer uniquement dans une section « Liens externes », à la fin de l'article. Ces liens sont à choisir avec parcimonie suivant les règles définies. Si un lien sert de source à l'article, son insertion dans le texte est à faire par les notes de bas de page.
- La présentation des références doit suivre les conventions bibliographiques. Il est recommandé d'utiliser les modèles {{Ouvrage}}, {{Chapitre}}, {{Article}}, {{Lien web}} et/ou {{Bibliographie}}. Le mode d'édition visuel peut mettre en forme automatiquement les références.
- Insérer une infobox (cadre d'informations à droite) n'est pas obligatoire pour parachever la mise en page.

Pour une aide détaillée, merci de consulter Aide:Wikification.
Si vous pensez que ces points ont été résolus, vous pouvez retirer ce bandeau et améliorer la mise en forme d'un autre article.
Le 10 juillet 1974, le principe de l’égalité salariale a été introduite dans la législation luxembourgeoise. Depuis 2016, une loi pour l’égalité salariale entre femmes et hommes a été rédigée dans le Code du Travail. Les articles L. 225-1 et L. 225-5 de ce code exigent une égalité de rémunération pour un même travail ou un travail de valeur égale. Un non-respect de cette loi sans raison objective aboutit à une amende de 251 à 25 000€.

## L’inégalité selon le salaire horaire moyen
L’évolution de la différence, en pourcentage, entre la rémunération horaire brute moyenne des femmes par rapport à celle des hommes au Luxembourg.
| Année | Différence (en%) |
| 2006  | 10,7             |
| 2007  | 10,2             |
| 2008  | 9,7              |
| 2009  | 9,2              |
| 2010  | 8,7              |
| 2011  | 7,9              |
| 2012  | 7,0              |
| 2013  | 6,2              |
| 2014  | 5,4              |
| 2015  | 4,7              |
| 2016  | 3,9              |
| 2017  | 2,6              |
| 2018  | 1,4              |
| 2019  | 1,3              |
| 2020  | 0,7              |
| 2021  | - 0,2            |
| 2022  | - 0,4            |

Depuis 2021, le Gender Pay Gap (GPG) est en faveur des femmes, car « pour l’économie dans son ensemble (hors administration publique), le salaire horaire moyen des femmes est supérieur à celui des hommes en 2021.» Selon le STATEC, jusqu'à présent, le Luxembourg demeure le seul État membre de l'UE où l'égalité salariale aurait été réalisée.
Cependant, cet indicateur européen a des lacunes, car il ne prend pas en compte l’égalité de rémunération pour un même travail ou un travail de valeur égale. L’indicateur ne prend pas non plus en compte que beaucoup de femmes ne travaillent qu’à temps partiel, quelquefois choisi, souvent imposé, ni les bonus annuels où l'écart est en défaveur des femmes.
Parmi les autres raisons expliquant ces chiffres tout récemment favorables aux femmes, figurent aussi le niveau d'éducation et la structure des emplois, les femmes étant mieux formées et plus présentes dans certains secteurs bien rémunérés,.

## L’inégalité selon la rémunération pour un même travail ou un travail de valeur égale
D’après le Global Gender Gap Report 2023, le Luxembourg se situe à la 36e place dans la catégorie d’égalité salariale pour un travail similaire avec un taux de 70,4% des salaires bruts à temps plein des femmes ramené à celui des hommes.
En effet, dans plusieurs activités économiques, les femmes gagnent moins que les hommes. Notons une inversion de cette tendance dans le secteur de la construction.
Voici un tableau des gains annuels moyens bruts à temps plein de 2022 dans les différentes activités économiques:
|                       | Salaire des hommes | Salaire des femmes |
| Industrie et services | 73 061 €           | 66 204 €           |
| Industrie             | 59 815 €           | 52 011 €           |
| Services              | 80 711 €           | 67 127 €           |
| Construction          | 48 420 €           | 52 894 €           |

## Actions de l’État
100% des cadres juridiques au Luxembourg promeuvent, contrôlent et appliquent l’égalité entre hommes et femmes dans le domaine de l’emploi et des avantages économiques. Selon le rapport de 2022 du ministère de l’Égalité entre les femmes et les hommes, le Ministère a pris des mesures pour «Renforcer l'engagement politique en faveur de l'égalité salariale» et pour «Promouvoir l'autocontrôle des salaires». Or, des mesures qui sont en cours de réalisation sont pour «Mieux informer et sensibiliser sur l'égalité salariale» et pour «Discuter la transparence des salaires». Ce Ministère a également mis à disposition l’outil LOGIB, qui permet aux entreprises d’analyser l’égalité des salaires.

## Sources
- Gender pay gap in unadjusted form. In: Eurostat data browser, lire en ligne (consulté le 19.11.2023)
- Ministère de l'Égalité entre les femmes et les hommes, Rapport d'activité 2022. Luxembourg: février 2023, URL: https://gouvernement.lu/dam-assets/fr/publications/rapport-activite/minist-egalite-chances/2022-rapport-activite-mega/rapport-dactivit-2022-version-finale.pdf.
- STATEC. ÉDITION 2023. Le Luxembourg en chiffres. Luxembourg: Imprimerie Centrale, 2023.
- Observatoire de l'Égalité - Salaires (Statistiques)
- UNICEF Data Warehouse. In: Unicef, URL: https://data.unicef.org/resources/data_explorer/unicef_f/?ag=UNICEF&df=GENDER&ver=1.0&dq=.GN_SG_LGL_GENEQEMP....&startPeriod=2011&endPeriod=2023 (consulté le 19.11.2023)
- World Economic Forum. Global Gender Gap Report 2023. Geneva: World Economic Forum, June 2023.

1. 1 2  Actions Positives, L’ÉGALITÉ ENTRE LES GENRES. Un enjeu stratégique pour votre entreprise, Luxembourg, 2023, p. 12
2. ↑  Actions Positives, L’ÉGALITÉ ENTRE LES GENRES. Un enjeu stratégique pour votre entreprise, Luxembourg, 2023, p. 13
3. 1 2  Chiffres tirés de Gender pay gap in unadjusted form. In: Eurostat data browser, URL: https://ec.europa.eu/eurostat/databrowser/view/sdg_05_20/default/table?lang=en (consulté le 19.11.2023), et de Reiff, Paul. Écart salarial entre hommes et femmes Changement de paradigme, l’écart salarial est désormais en faveur des femmes au Luxembourg (06.03.2023). In : Statistiques.lu, URL : https://statistiques.public.lu/fr/actualites/2023/stn13-gpg.html (consulté le 29.11.2023).
4. ↑  Selon l’Eurostat, le Gender Pay Gap, abrégé GPG, ou en français l’écart de rémunération entre les hommes et les femmes « fait référence à la différence de salaire moyen entre les hommes et les femmes. L’écart salarial non ajusté entre les hommes et les femmes est calculé comme la différence entre la moyenne horaire brute gains des hommes et des femmes rémunérés employés en pourcentage du salaire horaire brut moyen des employés masculins rémunérés. », URL : https://ec.europa.eu/eurostat/statistics-explained/index.php?title=Glossary:Gender_pay_gap_(GPG)&action=statexp-seat&lang=fr
5. 1 2 3  Reiff, Paul. Écart salarial entre hommes et femmes Changement de paradigme, l’écart salarial est désormais en faveur des femmes au Luxembourg (06.03.2023). In : Statistiques.lu, URL : https://statistiques.public.lu/fr/actualites/2023/stn13-gpg.html (consulté le 29.11.2023).
6. 1 2  Christelle Brucker, « Non, les femmes ne gagnent pas plus que les hommes au Luxembourg », Le Quotidien, 7 mars 2023 (consulté le 7 décembre 2023)
7. ↑  World Economic Forum. Global Gender Gap Report 2023. Geneva: World Economic Forum, June 2023, p. 243.
8. ↑  World Economic Forum. Global Gender Gap Report 2023. Geneva: World Economic Forum, June 2023, p. 13.
9. ↑  STATEC. ÉDITION 2023. Le Luxembourg en chiffres. Luxembourg : Imprimerie Centrale, 2023, p. 21.
10. ↑  Chiffres tirés des statistiques de STATEC. ÉDITION 2023. Le Luxembourg en chiffres. Luxembourg : Imprimerie Centrale, 2023, p. 21.
11. ↑  UNICEF Data Warehouse. In : Unicef, URL: https://data.unicef.org/resources/data_explorer/unicef_f/?ag=UNICEF&df=GENDER&ver=1.0&dq=.GN_SG_LGL_GENEQEMP....&startPeriod=2011&endPeriod=2023 (consulté le 19.11.2023)
12. 1 2  Ministère de l'Égalité entre les femmes et les hommes, Rapport d'activité 2022. Luxembourg : février 2023, URL: lire en ligne, p. 12.
13. ↑  Logib sur actionspositives/lu